# 김미정 (영화 감독)
김미정(1971년 5월 12일 ~ )은 대한민국의 영화 감독이자 각본가이다. 2007년, 영화 《궁녀》로 감독 데뷔하였다.

## 학력
- 중앙대학교 연극영화과 학사

## 필모그래피
- 2007년 《궁녀》 (각본, 연출)
- 2012년 《후궁: 제왕의 첩》 (각본)

## 수상
- 2007년 여성영화인축제 올해의 여성영화인상 연출시나리오상
- 2007년 제6회 대한민국 영화대상 신인감독상